# Kościół św. Marcina w Starej Kiszewie
Kościół Świętego Marcina – rzymskokatolicki kościół parafialny należący do parafii pod tym samym wezwaniem (dekanat Zblewo diecezji pelplińskiej).
Jest to świątynia zaprojektowana przez Hunratha z Kościerzyny w 1891 roku. Wybudowana została w stylu neogotyckim, osadzona została na kamiennym fundamencie, do jej budowy użyto czerwonej cegły gładzonej. W strzelistej wieży górującej nad okolicą znajduje się główne wejście do świątyni. Na szczycie wieży jest umieszczony zegar. Wnętrze prezbiterium otwiera się nawą ostrołukową; także okna są usytuowane w ostrołukowych wnękach. W centralnym miejscu w ołtarzu głównym jest umieszczony obraz św. Marcina, po jego bokach znajdują się obrazy św. Walentego i św. Kazimierza. W dolnej części ołtarza można zobaczyć dwa posągi Maryi.